# Charles B. Gatewood
Charles Bare Gatewood, né le 5 avril 1853 à Woodstock et mort le 20 mai 1896 au Fort Monroe, est un soldat américain.

## Biographie
Il a servi dans l'armée des États-Unis dans le 6e régiment de cavalerie après être sorti gradé de l'académie militaire de West Point. Affecté dans le sud-ouest américain, Gatewood prend le commandement de pelotons de reconnaissance apaches et navajos contre les « renégats » (des Nord-Amérindiens ayant quitté le système des réserves indiennes) pendant les guerres apaches. En 1886, il a joué un rôle clé dans la reddition de Geronimo.

## Dans la culture populaire
- Geronimo (1993), réalisé par Walter Hill avec Jason Patric dans le rôle de Charles B. Gatewood.